# Michael Chang
Michael Te-pei Chang (張德培; en pinyin: Zhāng Dépéi) és un extennista professional estatunidenc que va estar en el Top 10 de l'ATP durant diversos anys de la dècada dels 90, sent el seu major èxit haver guanyat el Torneig de Roland Garros el 1989.
Va néixer a Hoboken, Nova Jersey i els seus pares són Joe (張洪笙) i Betty (董良因). Els seus pares van créixer a Taiwan i van anar a estudiar als Estats Units, on es van conèixer. Betty és la filla de l'ambaixador de la República de la Xina Michael Tung (董宗山) i va néixer a Nova Delhi, Índia. Joe va néixer a Chaozhou, Guangdong i es va mudar a Taiwan als 7 anys. El nom xinès d'en Michael el va triar Joe, i el nom anglès, Betty.
Chang va guanyar el seu primer títol nacional als 12 anys (el USTA Junior Hardcourt Singles). Al llarg de la seva carrera, va guanyar com a mínim un torneig cada any des de 1988 fins al 2000, excepte l'any 1999.
El seu millor lloc en el rànquing individual el va aconseguir el 9 de setembre de 1996 (Número 2), i en dobles el 19 d'abril de 1993 (Número 199).
L'any 1989 va esdevenir l'home més jove a guanyar un torneig de Grand Slam en individuals, el Torneig de Roland Garros, a l'edat de 17 anys i tres mesos. També va significar que fos el primer nord-americà a guanyar aquest torneig des de 1955. La seva victòria va ser l'inici del sorgiment d'una nova generació de tennistes nord-americans, com Andre Agassi, Pete Sampras i Jim Courier que dominarien el podi mundial de tennis.

## Torneigs de Grand Slam
| Resultat        | Any  | Campionat                | Superfíci    | Oponent       | Resultat a la final     |
| Guanyador (1-0) | 1989 | Torneig de Roland Garros | Terra batuda | Stefan Edberg | 6–1, 3–6, 4–6, 6–4, 6–2 |
| Finalista (1-1) | 1995 | Torneig de Roland Garros | Terra batuda | Thomas Muster | 5–7, 2–6, 4–6           |
| Finalista (1-2) | 1996 | Open d'Austràlia         | Dura         | Boris Becker  | 2–6, 4–6, 6–2, 2–6      |
| Finalista (1-3) | 1996 | US Open                  | Dura         | Pete Sampras  | 1–6, 4–6, 6–73          |